# ژانگ ز
 ژانگ ز (انگلیسی: Zhang Ze؛ زاده ۴ ژوئیهٔ ۱۹۹۰) یک تنیس‌باز اهل جمهوری خلق چین است.